# NGC 4274
NGC 4274 (другие обозначения — UGC 7377, MCG 5-29-60, ZWG 158.71, IRAS12173+2953, PGC 39724) — галактика в созвездии Волосы Вероники.
Этот объект входит в число перечисленных в оригинальной редакции «Нового общего каталога».
В галактике вспыхнула сверхновая SN 1999ev типа II, её пиковая видимая звездная величина составила 14,4.